# Église Sainte-Eugénie d'Eugénie-les-Bains
Pour les articles homonymes, voir Sainte Eugénie et Église Sainte-Eugénie.
L'église Sainte-Eugénie se situe sur la commune d'Eugénie-les-Bains, dans le département français des Landes.

## Présentation

### L'église

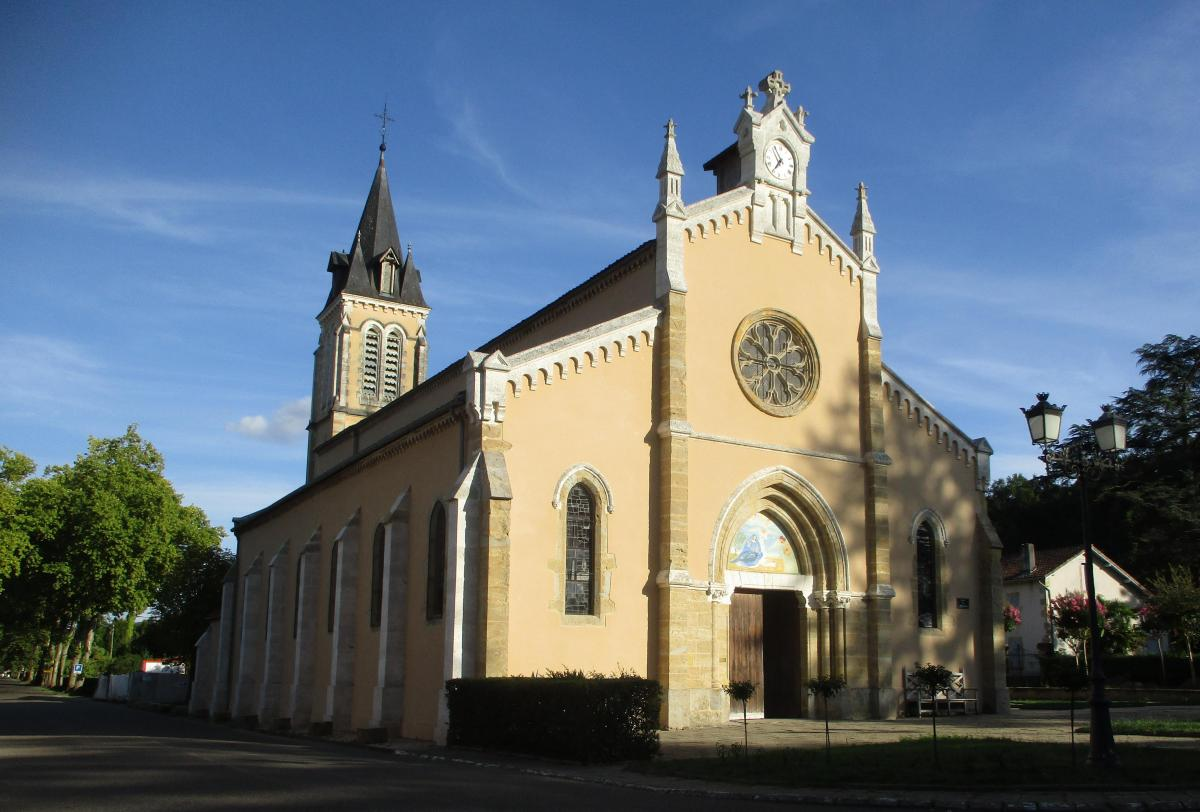
Église Sainte Eugénie. Entrée.

Avant la création de la commune d'Eugénie-les-Bains en 1861, le quartier des Eaux de Saint-Loubouer et de Damoulens possède une simple chapelle accolée à l'établissement thermal. L'abbé de Saint-Loubouer y assure l'office à la saison des bains. Une fois la commune créée, priorité est donnée à la construction d'une église, sur la parcelle de l'ancienne commune de Damoulens. 
L'architecte choisi pour le projet est le montois M. Dupouy. Sa première proposition, soumise à la commission des bâtiments civils en 1861, est accueillie par de vives critiques. L'année suivante, après avoir subi quelques modifications, les plans sont approuvés. Le montant des travaux s'élève à 42 000 francs. Des souscriptions offertes par les habitants ainsi que des dons de matériaux et de terrains facilitent sa construction. La société thermale ainsi que l'État apportent leur concours.
Le style néogothique du bâtiment répond au goût de l'époque. À l'intérieur, au-dessus de l'entrée, deux tourelles permettent d'accéder à une petite tribune comme on en trouvait à l'époque médiévale. La construction de l'église est achevée en 1869, son clocher est réalisé en 1892 et placé derrière le chœur, ce qui donne à l'édifice un caractère particulier.

### Le presbytère
Lorsque le premier abbé d’Eugénie-les-Bains s’installe dans la commune, l’église est à peine terminée. Le presbytère n’est pas encore bâti et le prêtre nommé par l’évêque d’Aire-sur-l’Adour doit se loger à ses frais. Cette situation perdure pendant plusieurs années, si bien que l’abbé Lin prend les devants.
La commune disposant de peu de revenus, le conseil municipal propose la restauration d’une maison du village. L’abbé Lin s’y refuse et propose une autre solution. L’architecte montois M. Dupouy réalise les plans pour la construction d’un presbytère pour un total de 12 000 francs. Le prêtre s’engage alors à payer 6 000 francs de sa poche et un impôt local de 0,15 cts est prélevé auprès des habitants.
Le terrain, acquis dès la création de la commune, possède une superficie importante. L’école située en face est bâtie sur la même parcelle mais la route reliant Eugénie-les-Bains à Aire-sur-l'Adour vient couper le terrain en deux et délimite un espace pour le presbytère, l’autre pour l’école. La construction débute dans les années 1870 et l’abbé Lin est chargé des travaux.
Une querelle entre le conseil municipal et le conseil de fabrique de l’abbé à propos du mobilier de l’église vient retarder les travaux. Le prêtre ne s’installe dans le presbytère qu’en 1883. La maison est de grande proportion avec une symétrie des formes intérieures et extérieures.

## Galerie

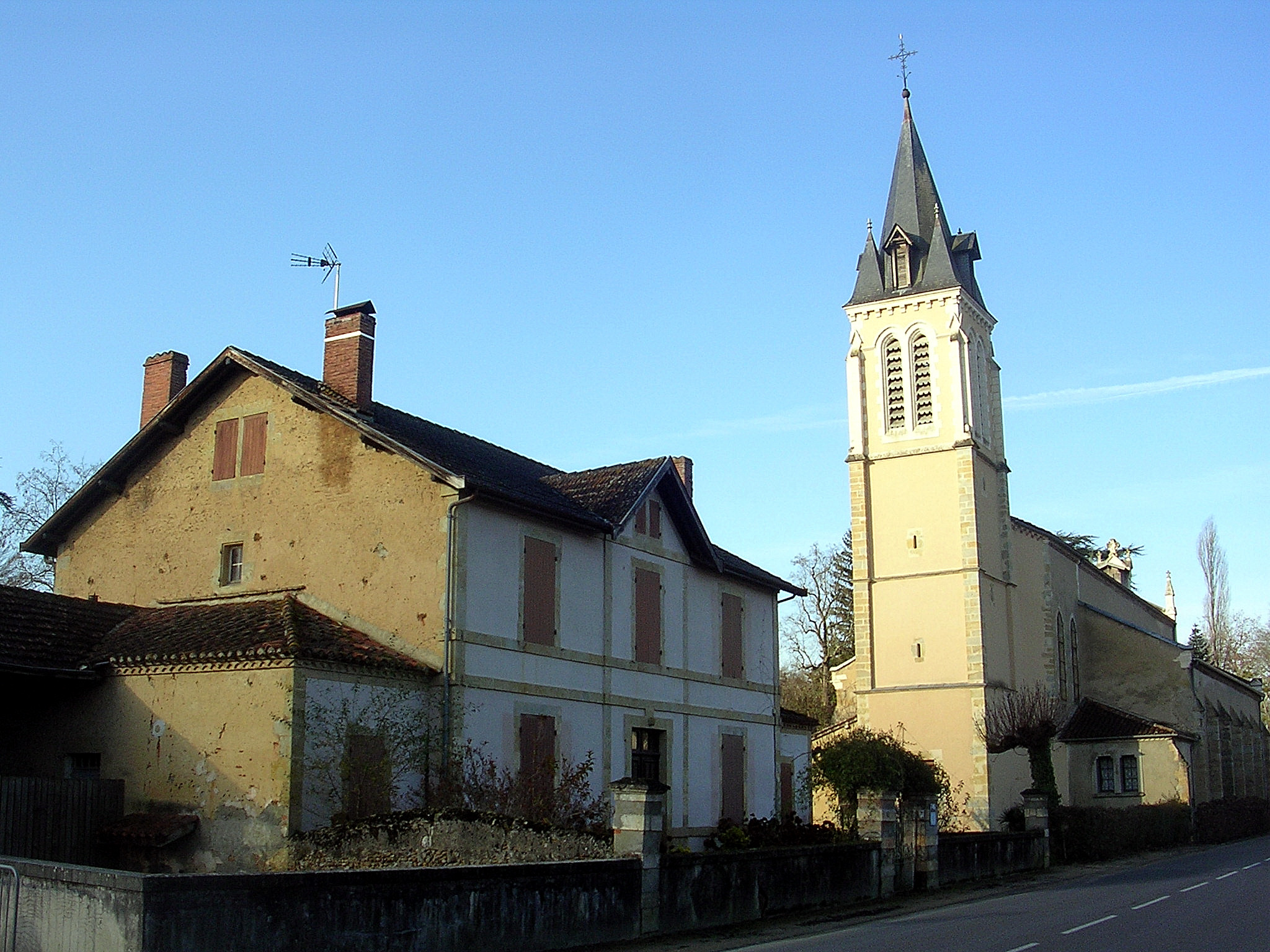
Le presbytère d'Eugénie-les-Bains
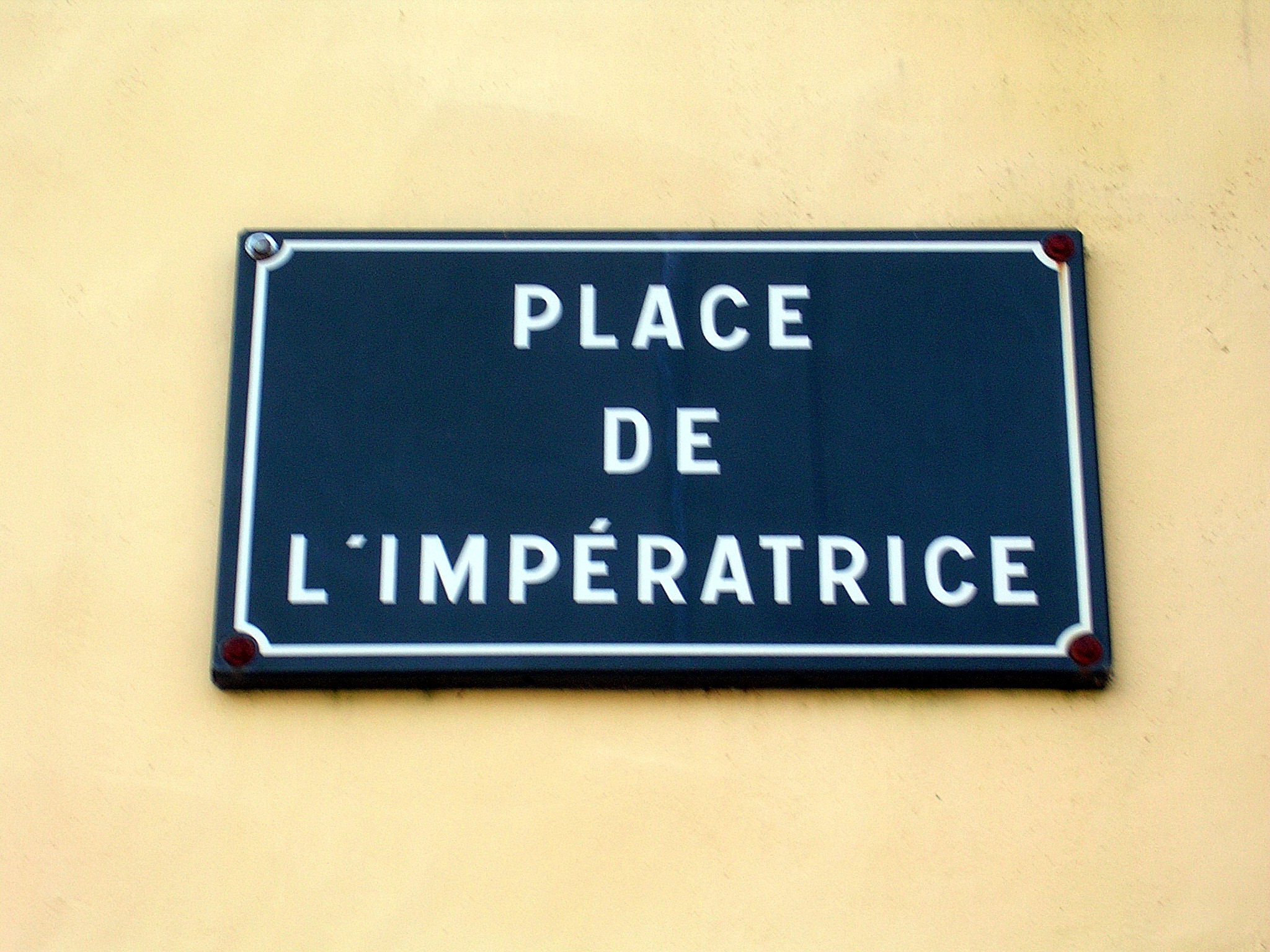
Plaque de la Place de l'Impératrice en façade de l'église